# Woodland (Washington)
Woodland es una ciudad que está en los condados de Clark y Cowlitz, en el estado norteamericado de Washington. La mayoría de los residentes viven en el Condado de Cowlitz, en el que la mayoría de la ciudad se encuentra. La población fue 3.780 en el censo de 2000.